# Noring Terrace
Die Noring Terrace ist eine vereiste Geländestufe im ostantarktischen Viktorialand. Sie ragt 2000 m hoch über ein Gebiet von 6 km2 in der südwestlichen Convoy Range zwischen Mount Gunn und Mount Basurto auf. Die Eismassen der Geländestufe fließen westwärts in den Cambridge-Gletscher und ostwärts in den kurzen Scudding-Gletscher in Richtung der Battleship Promontory.
Das Advisory Committee on Antarctic Names benannte sie 2008 nach Randy Noring, der zwischen 1991 und 2007 in 16 aufeinanderfolgenden Kampagnen auf der McMurdo-Station und der Amundsen-Scott-Südpolstation tätig war und darüber hinaus 1999 als Stationsverwalter am Marble Point tätig war.